# Joseph Cuillandre
 (février 2024).
Si vous disposez d'ouvrages ou d'articles de référence ou si vous connaissez des sites web de qualité traitant du thème abordé ici, merci de compléter l'article en donnant les références utiles à sa vérifiabilité et en les liant à la section « Notes et références ».
Joseph Cuillandre (Jos Kuilhandr en breton), est un poète français né le 22 septembre 1880 à Molène et mort le 3 mars 1955 à Rennes.

## Biographie
Joseph Cuillandre naît le 22 septembre 1880 à Molène dans une famille de pêcheurs bretons.
Sa vive intelligence et son goût pour l'étude seront remarqués par le recteur de l'île, Guillaume Le Jeune (qui fut [son] « premier et meilleur maître »[réf. nécessaire]) qui fera en sorte qu'il poursuive ses études secondaires. 
Il intégrera ensuite la faculté de lettres de Rennes où il rencontrera Jean-Pierre Calloc'h.
Il choisira l'enseignement et sera professeur de latin grec aux lycées de Morlaix, Quimper, Brest et Rennes, tout en poursuivant ses recherches. Il soutiendra une thèse de doctorat en Sorbonne en 1943. 
Dès 1903, il deviendra un symbole de la défense de la culture bretonne en faisant publier sous le pseudonyme de Glanmor un recueil de poèmes, mis en musique, inspirés de son enfance îlienne et de son action au sein du mouvement étudiant initié par Jean-Pierre Calloc'h. 
Défenseur de la langue bretonne, il préconisera un retour au peuple détenteur d'un riche patrimoine culturel qu'il est urgent de recueillir. D'autres lui emboîteront le pas plus tard, affirmant l'identité bretonne. 
Résistant durant la guerre, il meurt à Rennes en 1955, et laisse inachevé son dernier défi : le premier dictionnaire de français-cornique (langue des Cornouailles britanniques)
Ses petits-enfants sont Élisabeth Cuillandre chef d'entreprise, Yves Cuillandre designer et photographe, Hervé Cuillandre, photographe et écrivain breton, Jean-Charles Cuillandre, ingénieur motoriste.

## Œuvres
- 1903 : Mouez an Aochou
- 1906 : Un Loup de mer poète
- 1927 : La Droite et la Gauche dans l'orientation bretonne
- 1935 : Le Broella de Ouessant et La Navigation des Molénais dans l'Autre Monde
- 1935 : À propos de la Légende de la Mort
- 1943 : La Droite et la gauche dans les poèmes homériques en concordance avec la doctrine pythagoricienne et avec la tradition celtique.
- 1943 : La Répartition des aires dans la rose des vents bretonne et l'ancienne conception du monde habité en longitude
- 1948 : Les noms des roches, basses, chenaux... des environs de Molène et Ouessant